# Daniela Ulbing
Daniela Ulbing (ur. 27 lutego 1998 w Villach) – austriacka snowboardzistka, wicemistrzyni olimpijska, mistrzyni świata oraz mistrzyni świata juniorów.

## Kariera
Po raz pierwszy na arenie międzynarodowej pojawiła się 7 listopada 2013 roku w Landgraaf, gdzie w zawodach FIS Race zajęła 18. miejsce w slalomie równoległym (PSL). W marcu 2014 roku wystartowała na mistrzostwach świata juniorów w Valmalenco, gdzie zajęła między innymi trzynaste miejsce w gigancie równoległym (PGS). Jeszcze trzykrotnie startowała na imprezach tego cyklu, najlepsze wyniki osiągając na mistrzostwach świata juniorów w Klínovcu, zdobywając srebrny medal w gigancie i brąz w slalomie równoległym. Z kolei podczas mistrzostw świata juniorów w Cardronie, we wrześniu 2018 roku, zdobyła złoty medal w slalomie równoległym.
W zawodach Pucharu Świata zadebiutowała 9 stycznia 2015 roku w Bad Gastein, zajmując 36. miejsce w slalomie równoległym. Pierwsze pucharowe punkty wywalczyła 12 grudnia 2015 roku w Carezzie, zajmując 29. miejsce w gigancie równoległym. Pierwszy raz na podium zawodów tego cyklu stanęła 17 grudnia 2016 roku w Cortina d’Ampezzo, kończąc slalom równoległy na drugiej pozycji. W zawodach tych rozdzieliła Czeszkę Ester Ledecką i Nadyę Ochner z Włoch. Najlepsze wyniki w Pucharze Świata osiągnęła w sezonie 2016/2017, kiedy to zajęła ósme miejsce w klasyfikacji PAR, a w klasyfikacji PSL była najlepsza.
W 2017 roku wystartowała na mistrzostwach świata w Sierra Nevada, gdzie zwyciężyła w slalomie równoległym, wyprzedzając Ester Ledecką i Rosjankę Alonę Zawarziną. Na tych samych mistrzostwach zajęła też siódme miejsce w gigancie równoległym. Na rozgrywanych rok później igrzyskach olimpijskich w Pjongczangu była siódma w PGS.

## Osiągnięcia

### Igrzyska olimpijskie
| Miejsce | Dzień     | Rok  | Miejscowość | Konkurencja       | Zwyciężczyni  |
| ------- | --------- | ---- | ----------- | ----------------- | ------------- |
| 7.      | 24 lutego | 2018 | Pjongczang  | Gigant równoległy | Ester Ledecká |
| 2.      | 8 lutego  | 2022 | Pekin       | Gigant równoległy | Ester Ledecká |

### Mistrzostwa świata
| Miejsce | Dzień     | Rok  | Miejscowość   | Konkurencja       | Zwyciężczyni      |
| ------- | --------- | ---- | ------------- | ----------------- | ----------------- |
| 1.      | 15 marca  | 2017 | Sierra Nevada | Slalom równoległy | -                 |
| 7.      | 16 marca  | 2017 | Sierra Nevada | Gigant równoległy | Ester Ledecká     |
| 32.     | 4 lutego  | 2019 | Park City     | Gigant równoległy | Selina Jörg       |
| 10.     | 5 lutego  | 2019 | Park City     | Slalom równoległy | Julie Zogg        |
| 24.     | 1 marca   | 2021 | Rogla         | Gigant równoległy | Selina Jörg       |
| 12.     | 2 marca   | 2021 | Rogla         | Slalom równoległy | Sofija Nadyrszyna |
| 2.      | 19 lutego | 2023 | Bakuriani     | Gigant równoległy | Tsubaki Miki      |
| 11.     | 21 lutego | 2023 | Bakuriani     | Slalom równoległy | Julie Zogg        |

### Puchar Świata

#### Miejsca w klasyfikacji generalnej
- sezon 2014/2015: 55.
- sezon 2015/2016: 21.
- sezon 2016/2017: 8.
- sezon 2017/2018: 9.
- sezon 2018/2019: 19.
- sezon 2019/2020: 5.
- sezon 2020/2021: 10.
- sezon 2021/2022: 3.

#### Miejsca na podium w zawodach
1. Cortina d’Ampezzo – 17 grudnia 2016 (slalom równoległy) – 2. miejsce
2. Bad Gastein – 10 stycznia 2017 (slalom równoległy) – 1. miejsce
3. Kayseri – 3 marca 2018 (gigant równoległy) – 3. miejsce
4. Blue Mountain – 29 lutego 2020 (gigant równoległy) – 3. miejsce
5. Moskwa – 30 stycznia 2021 (slalom równoległy) – 1. miejsce
6. Carezza – 16 grudnia 2021 (gigant równoległy) – 1. miejsce
7. Bad Gastein – 11 stycznia 2022 (slalom równoległy) – 1. miejsce